# Skyr
Lo skyr (/scɪːr/) è un latticino, magro e morbido a base di latte vaccino acido dal gusto e dall'aspetto simile allo yogurt, tipico della cucina islandese. Tradizionalmente prodotto al naturale e servito mescolato con latte e zucchero, attualmente sono molto diffuse le varianti commerciali con aggiunta di frutta o aromi.

## Storia
Lo skyr, consumato sia dagli islandesi nel periodo medievale (di cui ci è nota la testimonianza dalla letteratura, come la Grettis saga), che dalla popolazione gaelica, era noto, seppur con sensibili differenze, in tutta l'area scandinava, oggi è consumato principalmente in Islanda. Tracce di tale prodotto caseario, risalenti a più di mille anni fa, sono state trovate nella letteratura medievale islandese e in alcuni scavi archeologici compiuti in Islanda sono venuti alla luce resti dello skyr. In epoca moderna, lo skyr è prodotto in modo differente da regione a regione, ciò conferisce al latticino proprietà organolettiche differenti.

## Preparazione
Questo latticino, preparato utilizzando latte vaccino scremato, si ottiene dalla coagulazione delle caseine per mezzo dell'acidificazione con lattobatteri. In via consuetudinaria vengono utilizzati resti di skyr derivanti da una precedente produzione per ottenere il nuovo latticino.

## Diffusione
Lo skyr è un alimento di consumo comune in Islanda. Le prime commercializzazioni industriali nel mercato estero avvennero nel 2005 con le esportazioni negli Stati Uniti, e poi in Danimarca e Scozia. L'azienda islandese Mjólkursamsalan (MS), la maggiore cooperativa casearia islandese, tentò di registrare il termine skyr in vari paesi, senza tuttavia riuscirvi poiché considerato un termine generico alla stregua di latte.
La diffusione di skyr al di fuori dell'Islanda è aumentata in particolare negli anni 2010, commercializzato come dessert o snack magro a basso contenuto glicemico e alto contenuto proteico. Nel 2012, l'80% dello skyr esportato dall'Islanda era diretto alla Finlandia e il 20% agli Stati Uniti.
In Italia, lo skyr è venduto con la dicitura skyr o fermenti di skyr, mentre in alcuni casi è indicato come "formaggio fresco magro".

## Qualità organolettiche
Lo skyr sta guadagnando popolarità grazie all'abbondante domanda di alimenti tradizionali che siano poveri di carboidrati in favore del complesso proteico, senza dover rappresentare difficoltà metaboliche per l'intestino, che riceve fermenti lattici vivi similmente ad uno yogurt, e che anche siano pronti da consumarsi senza preparazione. È infatti un latticino come il quark con contenute calorie, pochi carboidrati, pochissimi grassi e sale con elevate proteine, leggermente superiori a quelle dello yogurt greco, del quale condivide l'aspetto.

### Valori nutrizionali
| Valori nutrizionali medi | in 100 grammi |
| ------------------------ | ------------- |
| calorie                  | 60 kcal       |
| carboidrati              | 4 g           |
| grassi                   | 0,2 g         |
| sale                     | 0,1 g         |
| proteine                 | 10,5 g        |